# Puchacz białoplamy
Puchacz białoplamy (Bubo leucostictus) – gatunek średniej wielkości ptaka z rodziny puszczykowatych (Strigidae). Występuje w Afryce Subsaharyjskiej, nie jest zagrożony wyginięciem.

## Zasięg występowania
Puchacz białoplamy występuje niejednolicie od zachodniej Gwinei, Sierra Leone i Liberii, na wschód do Nigerii i Kamerunu, na południe do ujścia rzeki Kongo i północno-zachodniej Angoli oraz w północnej i wschodniej części Demokratycznej Republiki Konga.

## Taksonomia
Gatunek po raz pierwszy opisał w 1855 roku niemiecki ornitolog Gustav Hartlaub na łamach „Journal für Ornithologie”. Jako miejsce typowe autor wskazał Dabocrom w Ghanie. Nie są znane gatunki siostrzane. Takson monotypowy. Niektórzy autorzy umieszczają go w rodzaju Ketupa.

### Etymologia
Nazwa rodzajowa: epitet gatunkowy Strix bubo Linnaeus, 1758 (łac. bubo, bubonis – puchacz < gr. βυας buas – puchacz).

Epitet gatunkowy: gr. λευκοστικτος leukostiktos – biało nakrapiany, biało cętkowany < λευκος leukos – biały; στικτος stiktos – cętkowany < στιζω stizō – tatuować.

## Morfologia
Długość ciała 40–46 cm; masa ciała samców 485–535 g, samic 525–610 g. Inne wymiary: długość skrzydła 325–330 mm, długość skoku 40–49 mm, długość ogona 190–200 mm, długość dzioba 17–18 mm. Stosunkowo mały puchacz, z relatywnie małymi stopami i krótkim dziobem. Szlara koloru ryżawego z bladymi pierścieniami, na brzegu ciemna; głowa i „uszy” ciemnobrązowe z białymi plamkami. Górne części ciała włącznie ze sterówkami brązowawe do ryżobrązowego z bladobrązowym okratowaniem, barkówki z białymi zewnętrznymi wstęgami. Ogon paskowany, z widoczną białą końcówką. Gardła białe, pierś koloru ryżobrązowego z widocznym ciemnym okratowaniem, reszta spodu ciała biała z cienkimi ryżowymi paskami i dużymi czarniawymi plamami. Skok opierzony, tęczówka jasnożółta, dziób zielonkawo-żółty. U młodych ptaków głowa i ciało białawe z wyjątkiem ryżawych plamek, kontrastujące z brązowymi skrzydłami i ogonem; upierzenie takie jak u dorosłych po 1. roku życia.

## Ekologia

### Głos
Odzywa się niskim, przyspieszającym brzęczącym, przypominającym gdakanie „tok tok tok-ok-ok-okok”, rzadko powtarzanym; w stanie zagrożenia odzywa się głosem przypominającym kwakanie.

### Środowisko i pożywienie
Ptak osiadły zamieszkujący pierwotne i wtórne nizinne lasy deszczowe, głównie przebywający przy ich krawędziach i na polanach; występuje również w lesie wzdłuż rzek i zalesionych wysp rzecznych. W Liberii obserwowany także na bagnistych obszarach dziewiczych lasów oraz na obszarach rolnych z wysokimi drzewami.
Spożywa głównie owady, takie jak chrząszcze, cykady i szarańcze; w jego diecie nie zaobserwowano kręgowców. Ptaki przebywające w niewoli nie okazywały zainteresowania podczas karmienia większymi gryzoniami, ale spożywały olej palmowy. Małe stopy i słaby dziób sugerują, że ptak ten jest niezdolny do obezwładnienia dużych ptaków lub ssaków. Puchacze białoplame prowadzą nocny tryb życia, pojawiają się o zmierzchu. Polują z dogodnego miejsca znajdującego się w środkowej kondygnacji lasu, często w pobliżu polan lub ścieżek; latają nisko wzdłuż dróg i otwartych szlaków. Chwytają zdobycz, zbierając ją z liści lub bezpośrednio z ziemi; łapią owady również w powietrzu, obserwowano jak łapie karaluchy o zmierzchu. Ofiarę trzymają w szponach i dzielą ją na kawałki ostrym dziobem.

### Lęgi
Lęgi puchacza białoplamego są słabo poznane; obserwowane ptaki w kondycji rozrodczej wskazują, że okres rozrodczy w Sierra Leone przypada na okres od listopada do grudnia, w Gabonie od listopada do stycznia oraz w Demokratycznej Republice Konga w marcu i od sierpnia do września; w Liberii obserwowano pisklęta w okresie od lutego do kwietnia, natomiast młode ptaki w lipcu. Buduje gniazda najwyraźniej na ziemi.

## Status i zagrożenia
W Czerwonej księdze gatunków zagrożonych Międzynarodowej Unii Ochrony Przyrody został zaliczony do kategorii LC (ang. Least Concern – najmniejszej troski). Globalny stan populacji nie jest znany, ale gatunek ten nie jest obserwowany zbyt często, a trend jego liczebności uznawany jest za spadkowy ze względu na utratę siedlisk. Rzadki w Sierra Leone i najwyraźniej również rzadki w Nigerii; uznawany za pospolitego w Liberii, maksymalnie 1 para na km² w jej północno-zachodniej części. Zważywszy, że ptaka tego jest łatwo przeoczyć, jest słabo poznany, a lęgi mniej lub bardziej nieudokumentowane – prawdopodobnie jest o wiele bardziej rozpowszechniony, niż sugerują to jego obserwacje.